# Hallwood
Hallwood is een plaats (town) in de Amerikaanse staat Virginia, en valt bestuurlijk gezien onder Accomack County.

## Demografie
Bij de volkstelling in 2000 werd het aantal inwoners vastgesteld op 290.
In 2006 is het aantal inwoners door het United States Census Bureau geschat op 287, een daling van 3 (-1,0%).

## Geografie
Volgens het United States Census Bureau beslaat de plaats een oppervlakte van
0,6 km², geheel bestaande uit land. Hallwood ligt op ongeveer 6 m boven zeeniveau.

## Plaatsen in de nabije omgeving
De onderstaande figuur toont nabijgelegen plaatsen in een straal van 24 km rond Hallwood.